# تشميتوم
تاشميتوم هي إحدى إلهات بلاد النهرين وهي إلهة الكتابة في الميثولوجيا البابلية وزوجة الإله نابو. كانت تتشارك نابو في معبده في بورسيبا. ذكر أنها كانت تستلم طلبات المصلين وتدونها ولقبت بسيدة السمع وسيدة الإحسان.